# Liodrosophila macera
Liodrosophila macera är en tvåvingeart som beskrevs av Bock 1986. Liodrosophila macera ingår i släktet Liodrosophila och familjen daggflugor. Inga underarter finns listade i Catalogue of Life.